# Hannó (oficial)
Hannó fou un cartaginès d'època incerta que és famós per l'anècdota que explica Claudi Elià que diu que va ensenyar a uns quants ocells a dir "Hannó és un déu", i després els va deixar anar, però els ocells van oblidar la lliçó tan bon punt van estar en llibertat.
Aquest Hannó ha estat identificat per alguns autors amb Hannó el Navegant, sense gaire fonament. Podria correspondre a un Hannó que mencionen Plini i Plutarc com un oficial enviat a l'exili en represàlia pel seu èxit en domesticar un lleó.